# Романово (Ковернинский район)
Рома́ново — деревня в Ковернинском районе Нижегородской области. Входит в состав Большемостовского сельсовета.
Деревня располагается на левом берегу реки Узолы.

## Население
| 2002 | 2010 |
| ---- | ---- |
| 43   | ↘28  |